# Palais Kottulinsky
 (septembre 2024).

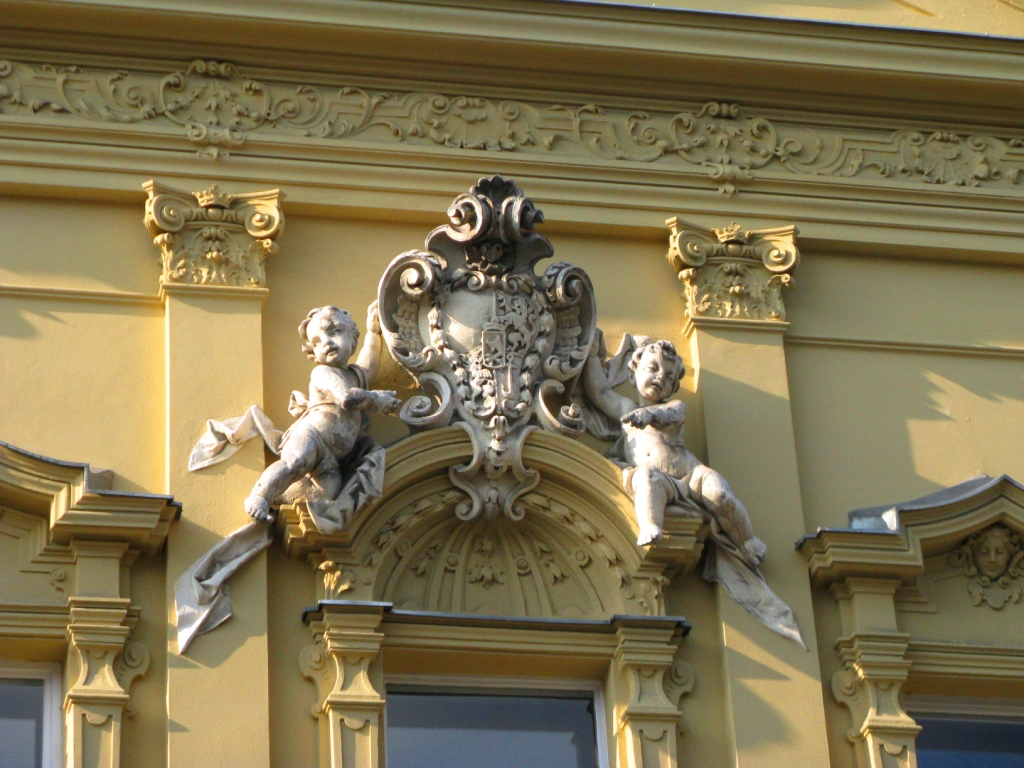
Détail de la façade

Le palais Kottulinsky est un palais de Graz situé dans le troisième arrondissement de Geidorf.

## Histoire
Le palais a été construit en 1853 et reconstruit en 1892 par August Gunolt et Georg Hönel. Le bâtiment de style wilhelminien a été construit dans le style néo-baroque. Le jardin à l'arrière est désormais aménagé ou sert de parking. L'ancienne écurie a été fortement modifiée au fil du temps, démolie et remplacée par un bâtiment résidentiel moderne. La discothèque Kottulinsky  est située au sous-sol du palais ; le rez-de-chaussée et le premier étage sont utilisés par l'université de Graz.

## Architecture
Au-dessus du balcon se trouvent les armoiries de la famille Kottulinsky. Ce qui est inhabituel, c'est que l'entrée principale se trouve côté cour et non côté salon. Le portail d'entrée néo-baroque, classé, fait face à la Beethovenstrasse. L'intérieur conserve un mobilier représentatif.

## Source de traduction
- (de) Cet article est partiellement ou en totalité issu de l’article de Wikipédia en allemand intitulé « Palais Kottulinsky » (voir la liste des auteurs).